# Stare Sioło (gmina ZCZW)
Stare Sioło (następnie Wołma) –– dawna gmina wiejska funkcjonująca pod zwierzchnictwem polskim w latach 1919–1920/21 na obszarze tzw. administracyjnego okręgu mińskiego. Siedzibą władz gminy było Stare Sioło.
Początkowo gmina należała do powiatu mińskiego w guberni mińskiej. 15 września 1919 roku gmina wraz z powiatem mińskim weszła w skład administrowanego przez Zarząd Cywilny Ziem Wschodnich okręgu mińskiego, przejętego  9 września 1920 przez Tymczasowy Zarząd Terenów Przyfrontowych i Etapowych. 
Po wytyczeniu granicy część wschodnia gminy weszła do Rosji, natomiast z części zachodniej (oraz z części gminy Rubieżewicze) utworzono gminę Wołma z siedzibą w Wołmie, która weszła w skład nowo utworzonego powiatu stołpeckiego w nowym woj. nowogródzkim.